# Liste des chapelles du Gers
La liste des chapelles du Gers présente les chapelles situées sur le territoire des communes du département français du Gers. Il est fait état des diverses protections dont elles peuvent bénéficier, et notamment les inscriptions et classements au titre des monuments historiques.
Toutes sont situées dans le diocèse d'Auch.

## Liste
| Chapelle                                                              | Commune                  | Adresse                                            | Coordonnées                        | Notice         | Protection                    | Date | Illustration                                                       |
| --------------------------------------------------------------------- | ------------------------ | -------------------------------------------------- | ---------------------------------- | -------------- | ----------------------------- | ---- | ------------------------------------------------------------------ |
| Chapelle Saint-Christophe d'Ardizas                                   | Ardizas                  |                                                    | 43° 43′ 07″ nord, 1° 00′ 32″ est   |                |                               |      | Image manquante Téléverser                                         |
| Chapelle Notre-Dame des Neiges du cimetière d'Auch                    | Auch                     | rue du Repos                                       | 43° 38′ 26″ nord, 0° 34′ 54″ est   |                |                               |      | Image manquante Téléverser                                         |
| Chapelle d'Auch                                                       | Auch                     |                                                    | à géolocaliser                     |                |                               |      | Image manquante Téléverser                                         |
| Chapelle de l'hôpital Pasteur d'Auch                                  | Auch                     |                                                    | à géolocaliser                     |                |                               |      | Image manquante Téléverser                                         |
| Chapelle de la maison de retraite de la Ribère                        | Auch                     | chemin de la Ribère                                | à géolocaliser                     |                |                               |      | Image manquante Téléverser                                         |
| Chapelle du Carmel d'Auch                                             | Auch                     | rue Edgard Quinet                                  | à géolocaliser                     | « PA00094701 » | Inscrit MH Façades et toiture | 1979 | Image manquante Téléverser                                         |
| Chapelle des Carmélites d'Auch                                        | Auch                     | place Salustre du Bartas (bibliothèque municipale) | à géolocaliser                     |                |                               |      | Image manquante Téléverser                                         |
| Chapelle des Filles de Marie d'Auch                                   | Auch                     | rue Augusta (maison de retraite)                   | à géolocaliser                     |                |                               |      | Image manquante Téléverser                                         |
| Chapelle du collège oratoire Sainte-Marie d'Auch                      | Auch                     |                                                    | à géolocaliser                     |                |                               |      | Image manquante Téléverser                                         |
| Chapelle du couvent des Cordeliers d'Auch                             | Auch                     |                                                    | à géolocaliser                     |                |                               |      | Image manquante Téléverser                                         |
| Chapelle du lycée oratoire de Sainte-Marie d'Auch                     | Auch                     | rue Victor Hugo                                    | à géolocaliser                     |                |                               |      | Image manquante Téléverser                                         |
| Chapelle du Sacré-Cœur-de-Jésus d'Auch                                | Auch                     | rue de Metz                                        | à géolocaliser                     |                |                               |      | Image manquante Téléverser                                         |
| Chapelle du séminaire diocésain d'Auch                                | Auch                     | rue de Guynemer (centre Cuzin)                     | à géolocaliser                     |                |                               |      | Chapelle du séminaire diocésain d'Auch                             |
| Chapelle Saint-Dominique d'Auch                                       | Auch                     | rue de la Somme (Maison de retraite)               | à géolocaliser                     |                |                               |      | Image manquante Téléverser                                         |
| Chapelle Saint-Ignace du collège de Jésuites Salinis d'Auch           | Auch                     |                                                    | à géolocaliser                     |                |                               |      | Image manquante Téléverser                                         |
| Chapelle de Préchac                                                   | Aurimont                 |                                                    | 43° 33′ 53″ nord, 0° 48′ 40″ est   |                |                               |      | Image manquante Téléverser                                         |
| Chapelle Saint-Jean d'Avensac                                         | Avensac                  |                                                    | 43° 49′ 51″ nord, 0° 53′ 51″ est   |                |                               |      | Image manquante Téléverser                                         |
| Chapelle du cimetière d'Ayguetinte                                    | Ayguetinte               |                                                    | à géolocaliser                     |                |                               |      | Image manquante Téléverser                                         |
| Chapelle de Ricau                                                     | Beaumarchés              |                                                    | 43° 36′ 03″ nord, 0° 06′ 55″ est   |                |                               |      | Image manquante Téléverser                                         |
| Chapelle de Pis                                                       | Bellegarde               |                                                    | à géolocaliser                     |                |                               |      | Image manquante Téléverser                                         |
| Chapelle Saint-Clamens                                                | Belloc-Saint-Clamens     |                                                    | 43° 27′ 23″ nord, 0° 24′ 52″ est   | « PA00094736 » | Classé MH                     | 1890 | Chapelle Saint-Clamens                                             |
| Chapelle Sainte-Eulalie d'Aguin                                       | Betcave-Aguin            |                                                    | 43° 27′ 14″ nord, 0° 41′ 34″ est   |                | non                           |      | Image manquante Téléverser                                         |
| Chapelle Notre-Dame-des-Neiges du Chicoy                              | Bivès                    |                                                    | 43° 50′ 40″ nord, 0° 47′ 59″ est   |                | non                           |      | Image manquante Téléverser                                         |
| Chapelle du cimetière                                                 | Blanquefort              |                                                    | à géolocaliser                     |                | non                           |      | Chapelle du cimetière                                              |
| Chapelle Saint-Laurent de Gramont                                     | Blanquefort              |                                                    | 43° 34′ 00″ nord, 0° 37′ 20″ est   |                | non                           |      | Image manquante Téléverser                                         |
| Chapelle Saint-Laurent de Gramont                                     | Blanquefort              |                                                    | 43° 34′ 00″ nord, 0° 37′ 20″ est   |                | non                           |      | Image manquante Téléverser                                         |
| Chapelle du Bouzonnet                                                 | Bouzon-Gellenave         |                                                    | 43° 41′ 48″ nord, 0° 01′ 23″ est   | « PA00094750 » | Inscrit MH                    | 1975 | Chapelle du Bouzonnet                                              |
| Chapelle de Loumassès                                                 | Cabas-Loumassès          |                                                    | 43° 21′ 46″ nord, 0° 36′ 14″ est   |                | non                           |      | Image manquante Téléverser                                         |
| Chapelle Notre-Dame-de-Pitié de Castelnau-Barbarens                   | Castelnau-Barbarens      |                                                    | 43° 34′ 32″ nord, 0° 43′ 28″ est   |                | non                           |      | Chapelle Notre-Dame-de-Pitié de Castelnau-Barbarens                |
| Chapelle de Pepieux                                                   | Castelnau-Barbarens      |                                                    | 43° 36′ 22″ nord, 0° 42′ 53″ est   |                | non                           |      | Image manquante Téléverser                                         |
| Chapelle de Saint-Guiraud                                             | Castelnau-Barbarens      |                                                    | 43° 35′ 02″ nord, 0° 45′ 43″ est   |                | non                           |      | Image manquante Téléverser                                         |
| Chapelle d'Abrin                                                      | Castelnau-sur-l'Auvignon |                                                    | 43° 56′ 49″ nord, 0° 29′ 18″ est   | « PA00094757 » | Inscrit MH                    | 1929 | Image manquante Téléverser                                         |
| Chapelle Saint-Laurent de Saint-Laurent                               | Castelnavet              |                                                    | 43° 41′ 40″ nord, 0° 08′ 05″ est   |                | non                           |      | Image manquante Téléverser                                         |
| Chapelle de Tichané                                                   | Castelnavet              |                                                    | 43° 39′ 36″ nord, 0° 08′ 17″ est   |                | non                           |      | Image manquante Téléverser                                         |
| Chapelle Saint-Clair d'Ardens                                         | Cazaux-d'Anglès          |                                                    | 43° 39′ 41″ nord, 0° 14′ 21″ est   |                | non                           |      | Image manquante Téléverser                                         |
| Chapelle Saint-Jean de Montgaillard                                   | Cazaux-d'Anglès          |                                                    | 43° 39′ 33″ nord, 0° 16′ 36″ est   |                | non                           |      | Image manquante Téléverser                                         |
| Chapelle Saint-Jean de Montgaillard                                   | Cazaux-d'Anglès          |                                                    | 43° 39′ 33″ nord, 0° 16′ 36″ est   |                | non                           |      | Image manquante Téléverser                                         |
| Chapelle de l'ancien séminaire                                        | Condom                   |                                                    | 43° 57′ 43″ nord, 0° 22′ 25″ est   |                | non                           |      | Image manquante Téléverser                                         |
| Chapelle du château de Gensac                                         | Condom                   |                                                    | à géolocaliser                     |                | non                           |      | Image manquante Téléverser                                         |
| Chapelle du château de Fondelin                                       | Condom                   |                                                    | à géolocaliser                     |                | non                           |      | Image manquante Téléverser                                         |
| Chapelle des Oratoriens                                               | Condom                   | rue Jean Jaurès                                    | à géolocaliser                     |                | non                           |      | Image manquante Téléverser                                         |
| Chapelle Saint-Étienne de Bières                                      | Couloumé-Mondebat        |                                                    | 43° 38′ 27″ nord, 0° 07′ 29″ est   |                | non                           |      | Image manquante Téléverser                                         |
| Chapelle Saint-Barthélemy de Saint-Martin-Binagre                     | Crastes                  |                                                    | 43° 42′ 38″ nord, 0° 42′ 58″ est   |                | non                           |      | Image manquante Téléverser                                         |
| Chapelle Saint-Blaise de Mons                                         | Crastes                  |                                                    | 43° 43′ 30″ nord, 0° 42′ 10″ est   |                | non                           |      | Image manquante Téléverser                                         |
| Chapelle Saint-Joseph de Crastes                                      | Crastes                  |                                                    | 43° 43′ 15″ nord, 0° 43′ 56″ est   |                | non                           |      | Image manquante Téléverser                                         |
| Chapelle de l’Hôpital de Cravencères                                  | Cravencères              |                                                    | 43° 46′ 57″ nord, 0° 00′ 56″ est   |                | non                           |      | Chapelle de l’Hôpital de Cravencères                               |
| Chapelle Saint-Jacques de l'ancien hôpital                            | Eauze                    |                                                    | à géolocaliser                     |                | non                           |      | Image manquante Téléverser                                         |
| Chapelle du cimetière d'Endoufielle                                   | Endoufielle              |                                                    | 43° 32′ 52″ nord, 1° 01′ 37″ est   |                | non                           |      | Chapelle du cimetière d'Endoufielle                                |
| Chapelle Saint-Jean de Las Monges                                     | Escornebœuf              |                                                    | 43° 38′ 25″ nord, 0° 52′ 55″ est   | « PA00094794 » | Inscrit MH                    | 1981 | Chapelle Saint-Jean de Las Monges                                  |
| Chapelle Saint-Jean d'En Brousset                                     | Garravet                 |                                                    | 43° 25′ 54″ nord, 0° 53′ 11″ est   |                | non                           |      | Image manquante Téléverser                                         |
| Chapelle Notre-Dame de Tudet                                          | Gaudonville              |                                                    | 43° 53′ 05″ nord, 0° 49′ 22″ est   |                | non                           |      | Image manquante Téléverser                                         |
| Ancienne Chapelle Notre-Dame de Tudet                                 | Gaudonville              |                                                    | 43° 53′ 08″ nord, 0° 49′ 20″ est   |                | non                           |      | Image manquante Téléverser                                         |
| Chapelle du cimetière de Gaujac                                       | Gaujac                   |                                                    | 43° 28′ 44″ nord, 0° 49′ 56″ est   |                | non                           |      | Image manquante Téléverser                                         |
| Chapelle Saint-Jacques de Gimbrède                                    | Gimbrède                 |                                                    | à géolocaliser                     |                | non                           |      | Image manquante Téléverser                                         |
| Chapelle Notre-Dame-de-Cahuzac de Gimont                              | Gimont                   |                                                    | 43° 37′ 52″ nord, 0° 51′ 52″ est   | « PA32000045 » | Inscrit MH                    |      | Chapelle Notre-Dame-de-Cahuzac de Gimont                           |
| Chapelle Notre-Dame-de-Tonneteau                                      | Gondrin                  |                                                    | à géolocaliser                     |                | non                           |      | Image manquante Téléverser                                         |
| Chapelle Saint-Michel de Tremblade                                    | Jegun                    |                                                    | 43° 45′ 32″ nord, 0° 26′ 20″ est   | « PA00094813 » | Inscrit MH                    | 1979 | Chapelle Saint-Michel de Tremblade                                 |
| Chapelle de Lapeyrette                                                | Jegun                    |                                                    | 43° 47′ 17″ nord, 0° 28′ 26″ est   |                | non                           |      | Image manquante Téléverser                                         |
| Chapelle du château d'Arné                                            | L'Isle-Arné              |                                                    | 43° 37′ 12″ nord, 0° 47′ 07″ est   |                | non                           |      | Image manquante Téléverser                                         |
| Chapelle Saint-Jacques de L'Isle-Jourdain                             | L'Isle-Jourdain          | dans l'enceinte de la maison de retraite           | à géolocaliser                     |                | non                           |      | Image manquante Téléverser                                         |
| Chapelle de Soubaignan                                                | L'Isle-de-Noé            |                                                    | 43° 36′ 18″ nord, 0° 23′ 49″ est   |                | non                           |      | Image manquante Téléverser                                         |
| Chapelle du hameau de Saint-Caprais                                   | La Romieu                | à 5 km de la Romieu                                | à géolocaliser                     |                | non                           |      | Image manquante Téléverser                                         |
| Chapelle Saint-Jean-De-Rouède                                         | La Romieu                | (qui ne se visite pas)                             | à géolocaliser                     |                | non                           |      | Image manquante Téléverser                                         |
| Chapelle Notre-Dame-des-Sept-Douleurs de Labéjan                      | Labéjan                  |                                                    | 43° 32′ 28″ nord, 0° 30′ 11″ est   |                | non                           |      | Image manquante Téléverser                                         |
| Chapelle Saint-Pierre de Ladevèze-Ville                               | Ladevèze-Ville           |                                                    | 43° 31′ 40″ nord, 0° 04′ 00″ est   |                | non                           |      | Image manquante Téléverser                                         |
| Chapelle Saint-Lannes de Saint-Lanne                                  | Lagraulet-du-Gers        |                                                    | 43° 54′ 53″ nord, 0° 13′ 33″ est   |                | non                           |      | Chapelle Saint-Lannes de Saint-Lanne                               |
| Chapelle Notre-Dame-de-Dieuzaide de Baupas                            | Lahas                    |                                                    | 43° 33′ 09″ nord, 0° 54′ 19″ est   |                | non                           |      | Image manquante Téléverser                                         |
| Chapelle de Libou                                                     | Lamaguère                |                                                    | 43° 28′ 48″ nord, 0° 42′ 00″ est   |                | non                           |      | Chapelle de Libou                                                  |
| Chapelle de la Hittère                                                | Lasséran                 |                                                    | à géolocaliser                     |                | non                           |      | Image manquante Téléverser                                         |
| Chapelle Saint-Michel d'Es Vivès                                      | Lasseube-Propre          |                                                    | 43° 34′ 54″ nord, 0° 34′ 05″ est   |                | non                           |      | Image manquante Téléverser                                         |
| Chapelle du Château de Lau                                            | Laujuzan                 |                                                    | à géolocaliser                     |                | non                           |      | Image manquante Téléverser                                         |
| Chapelle Saint-Laurent de Toujun                                      | Le Houga                 |                                                    | 43° 45′ 58″ nord, 0° 09′ 53″ ouest |                | non                           |      | Image manquante Téléverser                                         |
| Chapelle des Carmélites de Lectoure                                   | Lectoure                 | rue Montebello                                     | 43° 56′ 07″ nord, 0° 37′ 14″ est   | « PA32000003 » | Inscrit MH                    | 1996 | Image manquante Téléverser                                         |
| Chapelle du cimetière nord de Lectoure                                | Lectoure                 | chemin du Ruisseau                                 | 43° 56′ 14″ nord, 0° 37′ 33″ est   |                | non                           |      | Image manquante Téléverser                                         |
| Chapelle de la Providence de Lectoure                                 | Lectoure                 | cours Gambetta                                     | à géolocaliser                     |                | non                           |      | Image manquante Téléverser                                         |
| Chapelle du couvent de Dominicains de Lectoure                        | Lectoure                 | des sœurs de la Providence de Lectoure             | 43° 56′ 00″ nord, 0° 37′ 41″ est   |                | non                           |      | Image manquante Téléverser                                         |
| Chapelle Saint-Majan de Lombez                                        | Lombez                   |                                                    | 43° 28′ 42″ nord, 0° 54′ 36″ est   |                | non                           |      | Chapelle Saint-Majan de Lombez                                     |
| Chapelle de l'hôpital de Lombez                                       | Lombez                   | chemin des Religieuses                             | à géolocaliser                     |                | non                           |      | Image manquante Téléverser                                         |
| Chapelle Saint-Roch de Vidaillan                                      | Loubersan                |                                                    | 43° 30′ 57″ nord, 0° 31′ 32″ est   | « PA00094846 » | Inscrit MH                    | 1978 | Image manquante Téléverser                                         |
| Chapelle de Lacassagne                                                | Loubersan                |                                                    | 43° 30′ 26″ nord, 0° 30′ 28″ est   |                | non                           |      | Image manquante Téléverser                                         |
| Chapelle de Pujos                                                     | Lupiac                   |                                                    | 43° 40′ 05″ nord, 0° 13′ 09″ est   |                | non                           |      | Image manquante Téléverser                                         |
| Chapelle Saint-André de Cahuzères                                     | Lupiac                   |                                                    | 43° 42′ 24″ nord, 0° 11′ 35″ est   |                | non                           |      | Image manquante Téléverser                                         |
| Chapelle Notre-Dame de Lupiac                                         | Lupiac                   | Musée d'Artagnan                                   | à géolocaliser                     | « PA00094847 » | Inscrit MH Ancienne chapelle  | 1935 | Chapelle Notre-Dame de Lupiac                                      |
| Chapelle de Daunian                                                   | Magnan                   |                                                    | 43° 45′ 12″ nord, 0° 07′ 47″ ouest |                | non                           |      | Image manquante Téléverser                                         |
| Chapelle du Canonge                                                   | Maignaut-Tauzia          |                                                    | 43° 53′ 26″ nord, 0° 23′ 05″ est   |                | non                           |      | Image manquante Téléverser                                         |
| Chapelle d'Auloue                                                     | Maignaut-Tauzia          |                                                    | à géolocaliser                     |                | non                           |      | Image manquante Téléverser                                         |
| Chapelle d'Aroux de Tire-Houec                                        | Manas-Bastanous          |                                                    | 43° 22′ 33″ nord, 0° 23′ 09″ est   |                | non                           |      | Chapelle d'Aroux de Tire-Houec                                     |
| Chapelle Notre-Dame-de-la-Croix de Marciac                            | Marciac                  |                                                    | 43° 30′ 55″ nord, 0° 10′ 10″ est   |                | non                           |      | Chapelle Notre-Dame-de-la-Croix de Marciac                         |
| Chapelle de Lartigolle                                                | Margouët-Meymes          |                                                    | 43° 42′ 59″ nord, 0° 07′ 52″ est   |                | non                           |      | Image manquante Téléverser                                         |
| Chapelle de Lasserre                                                  | Marsan                   |                                                    | à géolocaliser                     |                | non                           |      | Image manquante Téléverser                                         |
| Chapelle de Saint-Martin las Oumettes                                 | Mauroux                  |                                                    | 43° 54′ 37″ nord, 0° 50′ 09″ est   |                | non                           |      | Chapelle de Saint-Martin las Oumettes                              |
| Chapelle d'En Galin                                                   | Mauvezin                 |                                                    | 43° 45′ 19″ nord, 0° 52′ 04″ est   |                | non                           |      | Chapelle d'En Galin                                                |
| Chapelle Saint-Sébastien de Barbas                                    | Miélan                   |                                                    | 43° 26′ 23″ nord, 0° 19′ 53″ est   |                | non                           |      | Chapelle Saint-Sébastien de Barbas                                 |
| Chapelle Saint-Jean de Miélan                                         | Miélan                   |                                                    | 43° 25′ 48″ nord, 0° 18′ 36″ est   |                | non                           |      | Chapelle Saint-Jean de Miélan                                      |
| Chapelle Notre-Dame-des-Anges de Miramont-Latour                      | Miramont-Latour          |                                                    | 43° 46′ 31″ nord, 0° 40′ 52″ est   |                | non                           |      | Image manquante Téléverser                                         |
| Chapelle Saint-Michel de Vicnau                                       | Miramont-d'Astarac       |                                                    | 43° 33′ 20″ nord, 0° 29′ 11″ est   |                | non                           |      | Chapelle Saint-Michel de Vicnau                                    |
| Chapelle Saint-Jean-Baptiste-de-Laffitte                              | Miramont-d'Astarac       |                                                    | à géolocaliser                     |                | non                           |      | Image manquante Téléverser                                         |
| Chapelle du cimetière du Parc d'Artigues                              | Mirande                  |                                                    | 43° 31′ 52″ nord, 0° 25′ 19″ est   |                | non                           |      | Image manquante Téléverser                                         |
| Chapelle Saint-Sabin de Grazan                                        | Moncorneil-Grazan        |                                                    | 43° 27′ 25″ nord, 0° 39′ 07″ est   |                | non                           |      | Chapelle Saint-Sabin de Grazan                                     |
| Chapelle Saint-Blaise de Plavès                                       | Monferran-Plavès         |                                                    | 43° 30′ 33″ nord, 0° 38′ 27″ est   |                | non                           |      | Chapelle Saint-Blaise de Plavès                                    |
| Chapelle Saint-Blaise de Montfort                                     | Monfort                  |                                                    | 43° 47′ 22″ nord, 0° 50′ 09″ est   |                | non                           |      | Chapelle Saint-Blaise de Montfort                                  |
| Chapelle des comtes de La Hitte de Monfort                            | Monfort                  |                                                    | 43° 47′ 38″ nord, 0° 49′ 34″ est   |                | non                           |      | Image manquante Téléverser                                         |
| Chapelle Sainte-Catherine de Biane                                    | Montaut-les-Créneaux     |                                                    | 43° 43′ 45″ nord, 0° 40′ 52″ est   |                | non                           |      | Image manquante Téléverser                                         |
| Chapelle du cimetière du Monastère                                    | Montégut                 |                                                    | 43° 39′ 14″ nord, 0° 39′ 03″ est   |                | non                           |      | Image manquante Téléverser                                         |
| Chapelle Saint-Jacques de Roquetaillade                               | Montégut                 |                                                    | 43° 38′ 06″ nord, 0° 41′ 26″ est   |                | non                           |      | Chapelle Saint-Jacques de Roquetaillade                            |
| Chapelle du cimetière de Montesquiou                                  | Montesquiou              |                                                    | 43° 34′ 44″ nord, 0° 19′ 59″ est   |                | non                           |      | Image manquante Téléverser                                         |
| Chapelle Saint-Martin de Gensac                                       | Montpézat                |                                                    | 43° 23′ 52″ nord, 0° 59′ 13″ est   |                | non                           |      | Image manquante Téléverser                                         |
| Chapelle de l'hôpital de Nogaro                                       | Nogaro                   |                                                    | 43° 45′ 26″ nord, 0° 01′ 55″ ouest |                | non                           |      | Image manquante Téléverser                                         |
| Chapelle Saint-Martin dite aussi chapelle de l'Assomption de Laboubée | Nougaroulet              |                                                    | 43° 23′ 52″ nord, 0° 59′ 13″ est   |                | non                           |      | Image manquante Téléverser                                         |
| Chapelle sanctuaire Notre-Dame-du-Cédon                               | Pavie                    |                                                    | 43° 36′ 22″ nord, 0° 35′ 42″ est   |                | non                           |      | Chapelle sanctuaire Notre-Dame-du-Cédon                            |
| Chapelle Saint-Jacques-le-Majeur de Taillac                           | Pergain-Taillac          |                                                    | 44° 03′ 30″ nord, 0° 36′ 55″ est   |                | non                           |      | Image manquante Téléverser                                         |
| Chapelle Saint-Clar de Pordiac                                        | Pessoulens               |                                                    | 43° 51′ 28″ nord, 0° 53′ 08″ est   |                | non                           |      | Image manquante Téléverser                                         |
| Chapelle du château de Lamothe                                        | Pouy-Loubrin             |                                                    | à géolocaliser                     |                | non                           |      | Image manquante Téléverser                                         |
| Chapelle Saint-Martin de Nèguebouc                                    | Préchac                  | lieu-dit "Nèguebouc"                               | à géolocaliser                     |                | non                           |      | Chapelle Saint-Martin de Nèguebouc                                 |
| Chapelle Notre-Dame de Gaillan                                        | Puycasquier              |                                                    | 43° 44′ 31″ nord, 0° 44′ 30″ est   |                | non                           |      | Image manquante Téléverser                                         |
| Chapelle de Riscle                                                    | Riscle                   |                                                    | 43° 39′ 14″ nord, 0° 04′ 59″ ouest |                | non                           |      | Image manquante Téléverser                                         |
| Chapelle Saint-Blaise d'Arcamont                                      | Roquelaure               |                                                    | 43° 44′ 23″ nord, 0° 36′ 52″ est   |                | non                           |      | Chapelle Saint-Blaise d'Arcamont                                   |
| Chapelle Notre-Dame-de-Brétous de Saint-Arailles                      | Saint-Arailles           |                                                    | 43° 37′ 06″ nord, 0° 21′ 18″ est   | « PA00094909 » | Inscrit MH                    | 1943 | Chapelle Notre-Dame-de-Brétous de Saint-Arailles                   |
| Chapelle Saint-Jean-d'Anglès de Condesse                              | Saint-Arailles           |                                                    | 43° 38′ 02″ nord, 0° 20′ 50″ est   |                | non                           |      | Image manquante Téléverser                                         |
| Chapelle Saint-Roch de Saint-Caprais                                  | Saint-Caprais            |                                                    | 43° 35′ 38″ nord, 0° 47′ 20″ est   |                | non                           |      | Chapelle Saint-Roch de Saint-Caprais                               |
| Chapelle Saint-Pierre dite aussi Saint-Eutrope de Saint-Élix-Theux    | Saint-Élix-Theux         |                                                    | 43° 25′ 12″ nord, 0° 26′ 47″ est   |                | non                           |      | Chapelle Saint-Pierre dite aussi Saint-Eutrope de Saint-Élix-Theux |
| Chapelle Sainte-Marie-Madeleine de Pléhaut                            | Saint-Jean-Poutge        |                                                    | 43° 45′ 19″ nord, 0° 22′ 21″ est   |                | non                           |      | Image manquante Téléverser                                         |
| Chapelle du château de Samazan                                        | Saint-Justin             |                                                    | à géolocaliser                     |                | non                           |      | Image manquante Téléverser                                         |
| Chapelle Del-Rey de Saint-Lizier-du-Planté                            | Saint-Lizier-du-Planté   |                                                    | 43° 24′ 05″ nord, 0° 56′ 00″ est   |                | non                           |      | Image manquante Téléverser                                         |
| Chapelle Saint-Barthélemy de Mongardin                                | Saint-Médard             |                                                    | 43° 28′ 56″ nord, 0° 28′ 57″ est   |                | non                           |      | Image manquante Téléverser                                         |
| Chapelle Notre-Dame-d’Esclaux                                         | Saint-Mézard             |                                                    | 44° 01′ 51″ nord, 0° 33′ 07″ est   |                | non                           |      | Chapelle Notre-Dame-d’Esclaux                                      |
| Chapelle Saint-Jaymes de Saint-Michel                                 | Saint-Michel             |                                                    | 43° 26′ 14″ nord, 0° 23′ 16″ est   |                | non                           |      | Chapelle Saint-Jaymes de Saint-Michel                              |
| Chapelle Notre-Dame-de-l'Assomption de Saint-Pierre-d'Aubézies        | Saint-Pierre-d'Aubézies  |                                                    | 43° 38′ 05″ nord, 0° 09′ 28″ est   |                | non                           |      | Image manquante Téléverser                                         |
| Chapelle Saint-Michel de Casteljaloux                                 | Sainte-Christie          |                                                    | 43° 46′ 11″ nord, 0° 37′ 02″ est   |                | non                           |      | Image manquante Téléverser                                         |
| Chapelle Saint-Lary de Saint-Lary                                     | Sainte-Radegonde         |                                                    | 43° 50′ 47″ nord, 0° 35′ 56″ est   |                | non                           |      | Image manquante Téléverser                                         |
| Chapelle de la maison de retraite de Samatan                          | Samatan                  |                                                    | 43° 29′ 29″ nord, 0° 55′ 56″ est   |                | non                           |      | Image manquante Téléverser                                         |
| Chapelle Notre-Dame de Laleugue                                       | Sarragachies             |                                                    | 43° 41′ 26″ nord, 0° 02′ 56″ ouest |                | non                           |      | Image manquante Téléverser                                         |
| Chapelle Notre-Dame-de-Pitié de Sarrant                               | Sarrant                  |                                                    | 43° 46′ 27″ nord, 0° 55′ 48″ est   |                | non                           |      | Chapelle Notre-Dame-de-Pitié de Sarrant                            |
| Chapelle Saint-Christophe de Pérès                                    | Sauveterre               |                                                    | 43° 27′ 49″ nord, 0° 50′ 01″ est   |                | non                           |      | Image manquante Téléverser                                         |
| Chapelle Saint-Jean-Baptiste des Martres                              | Sempesserre              |                                                    | 44° 02′ 45″ nord, 0° 37′ 50″ est   |                | non                           |      | Image manquante Téléverser                                         |
| Chapelle Saint-Jacques du Peyrigué                                    | Seysses-Savès            |                                                    | 43° 31′ 49″ nord, 1° 03′ 24″ est   |                | non                           |      | Chapelle Saint-Jacques du Peyrigué                                 |
| Chapelle de Saintes                                                   | Simorre                  |                                                    | à géolocaliser                     |                | non                           |      | Image manquante Téléverser                                         |
| Chapelle des Téoulès                                                  | Tachoires                |                                                    | 43° 28′ 18″ nord, 0° 40′ 28″ est   |                | non                           |      | Chapelle des Téoulès                                               |
| Chapelle de l'Immaculée-Conception d'Aygues-Mortes                    | Taybosc                  |                                                    | 43° 47′ 32″ nord, 0° 44′ 55″ est   |                | non                           |      | Image manquante Téléverser                                         |
| Chapelle Saint-Laurent de Lasseube-Noble                              | Villefranche             |                                                    | à géolocaliser                     |                | non                           |      | Image manquante Téléverser                                         |

### Culteorthodoxe
| Église                           | Commune  | Adresse | Coordonnées                      | Notice | Protection | Date | Illustration               |
| -------------------------------- | -------- | ------- | -------------------------------- | ------ | ---------- | ---- | -------------------------- |
| Basilique Saint-Gény de Lectoure | Lectoure |         | 43° 55′ 27″ nord, 0° 37′ 25″ est |        | non        |      | Image manquante Téléverser |